# دینو ریسی
دینو ریسی ‏(به ایتالیایی: Dino Risi)‏ (۲۳ دسامبر ۱۹۱۶ – ۷ ژوئن ۲۰۰۸)، روان‌پزشک، فیلم‌نامه‌نویس و کارگردان مشهور ایتالیایی بود.
وی در کودکی پدر و مادر خود را از دست داد و توسط اقوام و دوستان خانوادگی والدینش بزرگ شد. پس از پایان تحصیلات مقدماتی، به دانشگاه علوم پزشکی وارد شد و توانست در رشته روان‌پزشکی فارغ‌التحصیل شود. سپس از طریق نوشتن نقدهای سینمایی پا در عرصهٔ سینما بگذارد. پس از نوشتن چند سناریو و ساخت چند فیلم مستند، سرانجام به حرفهٔ کارگردانی برای فیلم‌های داستانی روی آورد.
دینو ریسی، شهرت خود را با فیلم مرتاض به دست آورد. در کارنامهٔ سینمایی او فیلم نان، عشق و ... با شرکت سوفیا لورن و فیلم بوی خوش زن با ویتوریو گاسمن و شبح عشق با رومی اشنایدر دارای موفقیت چشمگیری شد.
ریسی در دوران فعالیت حرفه ای خود،  در ۳۷ فیلم به عنوان کارگردان و یا نویسنده حضور داشته است، اما فیلم سینمایی بوی خوش زن به نویسندگی وی موفقیت های چشمگیری با خود به همراه داشت.
دینو ریسی در سال ۱۹۷۴ برای نوشتن فیلم بوی خوش زن، نامزد جایزه اسکار شد. وی در سال ۲۰۰۲ میلادی، موفق به دریافت جایزه شیر طلایی جشنواره فیلم ونیز برای «یک عمر فعالیت هنری» خود شد.

## فیلم‌شناسی
- تعطیلات با یک گانگستر (۱۹۵۲)
- خیابان امید (۱۹۵۳)
- عشق در شهر (۱۹۵۴)
- علامت ونوس (۱۹۵۵)
- نان، عشق و فانتزی (۱۹۵۵)
- فقیر اما خوشگل (۱۹۵۶)
- مادربزرگ سابلا (۱۹۵۷)
- شبهای ونیز (۱۹۵۸)
- میلیونرهای فقیر (۱۹۵۸)
- مرد بیوه (۱۹۵۹)
- یک عشق در رم {(۱۹۶۰)
- پشت درهای بسته (۱۹۶۱)
- یک زندگی مشکل (۱۹۶۱)
- سبقت (۱۹۶۲)
- پنجشنبه (۱۹۶۲)
- قدم زدن در رم (۱۹۶۳)
- غول‌ها (۱۹۶۳)
- دختران زیبا (۱۹۶۵)
- عقده‌ای‌ها (۱۹۶۵)
- گنجینه سان جنارو (۱۹۶۵)
- تعطیلات آخر هفته، به سبک ایتالیایی (۱۹۶۶)
- شوهران ما (۱۹۶۶)
- ببر (۱۹۶۷)
- پیامبر (۱۹۶۷)
- شکنجه‌ام کن و با بوسه مرا بکش (۱۹۶۸)
- جوان طبیعی (۱۹۶۹)
- برهنه می‌بینم (۱۹۶۹)
- همسر کشیش (۱۹۷۰)
- من، زن (۱۹۷۱)
- گاز بگیر و فرار کن (۱۹۷۲)
- سکس تا چه حد سرگرم‌کننده است؟ (۱۹۷۳)
- بنام مردم ایتالیا (۱۹۷۳)
- دیوانه سکس (۱۹۷۴)
- بوی خوش زن (۱۹۷۵)
- تلفن‌های سفید (۱۹۷۶)
- ارواح دیوانه (۱۹۷۷)
- اتاق ممنوعه (۱۹۷۷)
- اولین عشق (۱۹۷۸)
- پدر عزیز (۱۹۷۹)
- من خوش‌عکسم (۱۹۸۰)
- ترزا (۱۹۸۷)